# 한빛마을 래미안 이스트팰리스
한빛마을 래미안 이스트팰리스(영어: Suji Raemian East Palace)는 대한민국 경기도 용인시 수지구 동천동에 위치한 아파트 단지이다.